# 尼霍維奇
49°39′58″N 23°14′59″E / 49.66611°N 23.24972°E
尼霍維奇（羅馬化：Nihovychi）是烏克蘭西部的村莊，隸屬利維夫州的亞沃里夫區。該村始建於1940年，面積0.57平方公里，海拔高度283米，2001年人口212，人口密度每平方公里372.58人。